# 三菱J4M閃電
三菱J4M閃電（せんでん）戰鬥機在太平洋战争初期至中期日本海军计划研发的高空高速防空战斗机（局地战斗机），閃電擁有不同之處，就是雙尾翼推進式重武裝飛機，外型好像瑞典王國空軍的薩博-21戰鬥機一模一樣，與美國的P-38閃電式戰鬥機同樣採用雙尾衍佈局，可是在測試木造模型中有多處問題，中止計劃，由震電戰鬥機取代，盟军的代号为卢克(Luke)。

## 参数
- 计划名称：十七试局地战斗机·试制闪电
- 代号：J4M1
- 三菱重工业株式会社
- 形式：单翼、双身机、推进式
- 乘员：1
- 全长：13.00m
- 幅宽：12.50m
- 高度：3.50m
- 主翼面积：22.0m2
- 全备重量：4,400kg
- 动力：三菱MK9D Ha 43-41型风冷型型双排18气缸引擎
- 输出功率：2，200匹馬力
- 螺旋桨：6翼 VDM匀速
- 最大速度：759km/h
- 巡航速度：500km/h
- 续航距离：2小時20分鐘(750至1，300公里)
- 实用上升限度：12,000m
- 上升率：8,000m//10'00"
- 武装：机关炮 20.00mm机炮×2、30.00mm机炮×1
- 载弹：30kg炸弹×2

## 外部連結
幻の翼 十七試局地戦闘機「閃電」（J4M1）